# Centro de Convenciones de Pasadena
El Centro de Convenciones de Pasadena (en inglés: Pasadena Convention Center) es una arena multiusos con capacidad para recibir a unos  2.850 espectadores sentados localizado en Pasadena, un ciudad de Texas, al sur de Estados Unidos. Alberga diversos eventos deportivos y conciertos a nivel local y regional. Una expansión reciente fue diseñada por el grupo de Arquitectos Fentress (Fentress Architects). No debe ser confundido con otro centro de convenciones del mismo nombre pero ubicado en Pasadena, California, al oeste del territorio estadounidense.